# Avestruz Master
A Avestruz Master foi uma empresa que fornecia contratos de venda e compra de avestruzes com a honra de recompra dos animais em esquema de pirâmide financeira. Foi também uma das maiores fraudes financeiras ocorridas no Brasil.
Em sete anos de atividade, nenhuma ave chegou a ser abatida. Na teoria, a organização teria comercializado mais de 600 mil animais. Mas na realidade, só possuía 38 mil. O grupo detinha 40 mil investidores no Brasil, 30.000 deles eram do estado de Goiás.
Para aumentar a base da pirâmide, foram gastos 4 milhões de reais em publicidade em 2004, e com somente 100 mil reais em ração para as avestruzes. Quando o esquema foi descoberto em 2005, a empresa faliu e um de seus sócios fugiu para o Paraguai. Em 2010, a Justiça Federal condenou os dois filhos e o genro do dono da Avestruz Master as penas de 12 a 13 anos de prisão além de serem obrigados a indenizar os investidores em 100 milhões de reais.